# ديانا كورنر
ديانا كورنر (بالألمانية: Diana Körner )‏ (ولدت عام 1944  م) هي ممثلة مسرحية، وممثلة أفلام ألمانية.

## وصلات خارجية
- ديانا كورنر على موقع IMDb (الإنجليزية)
- ديانا كورنر على موقع مونزينجر (الألمانية)
- ديانا كورنر على موقع ألو سيني (الفرنسية)
- ديانا كورنر على موقع قاعدة بيانات الفيلم (الإنجليزية)
- ديانا كورنر على موقع كينوبويسك (الروسية)

- ديانا كورنر في قاعدة بيانات الأفلام على الإنترنت